# چوسوکابه موتوچیکا

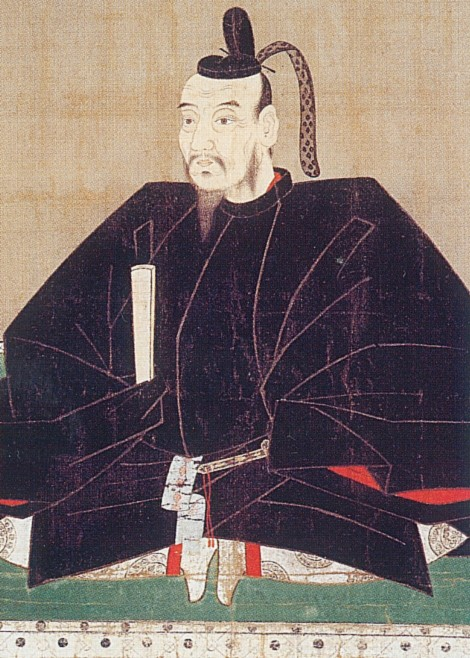

چوسوکابه موتوچیکا (長宗我部 元親، ۱۵۳۹–۱۱ ژوئیه ۱۵۹۹) یک دایمیو برجسته در دوره سنگوکو ژاپن بود. او بیست و یکمین رئیس قبیله چوسوکابه در استان توسا (استان کوچی کنونی)، حاکم منطقه شیکوکو بود.

## اوایل زندگی و ظهور
او پسر و وارث چوسوکابه کونیچیکا و مادرش دختری از خاندان سایتو ولایت مینو بود. نام کودکی او یاسابورو (弥三郎) بود. گفته می‌شود که او در قلعه Okō در منطقه Nagaoka توسا متولد شده است. موتوچیکا جوانی آرام بود و گفته می‌شود که پدرش از طبیعت ملایم پسر ناراحت بود (به نظر می‌رسد به او لقب هیمه‌واکو یا «شاهزاده کوچک» داده‌اند). نگرانی‌های کونیچیکا زمانی از بین رفت که موتوچیکا بعدها نشان داد که یک جنگجوی ماهر و شجاع است. وقتی موتوچیکا به سن بلوغ رسید، پدرش قبلاً شروع به دور شدن از ایچیجو کرده بود و موتوچیکا به کار خود ادامه می‌داد.
در سال ۱۵۶۰، در نبرد تونوموتو، چوسوکابه کونیچیکا قلعه ناگاهاما را از قبیله موتویاما تسخیر کرد. در پاسخ به این موضوع، موتویاما شیگتوکی با ۲۵۰۰ مرد قلعه آساکورا را ترک کرد تا قلعه را پس بگیرد. کونیچیکا با ۱۰۰۰ سرباز او را در نزدیکی قلعه ناگاهاما رهگیری کرد. این نبرد اولین نبرد چوسکابه موتوچیکا است که در آن شجاعانه جنگید و پدرش و نگهبانانش را بسیار تحت تأثیر قرار داد.
در سال ۱۵۶۲، چوسکابه موتوچیکا به قلعه آساکورا حمله کرد و موتویاما شیگتوکی را شکست داد و با ایجاد اتحاد با خانواده‌های محلی، موتوچیکا توانست پایگاه قدرت خود را در دشت کوچی ایجاد کند.
در سال ۱۵۶۹، در حالی که مراقب بود تا در چند سال آینده ظاهراً به ایچیجو وفادار بماند، قدرت موتوچیکا به حدی افزایش یافت که او آنقدر قوی شد که با ۷۰۰۰ مرد به قبیله رقیب آکی در شرق توسا لشکرکشی کرد، او آکی کونیتورا را در نبرد شکست داد. یاناگاره، سپس به قلعه آکی رفت.
در طول دهه به او درجه دربار وزارت خانوار سلطنتی (Kunai shō) اعطا شد و پس از کاهش آکی به اندازه کافی اطمینان داشت که در نهایت ایچیجو را روشن کند.

## اتحاد شیکوکو
در سال ۱۵۷۳، در حالی که هنوز ارباب ناحیه هاتا توسا بود، ایچیجو کانسادا محبوبیتی نداشت و قبلاً متحمل فرار تعدادی از نگهبانان مهم شده بود. موتوچیکا با استفاده از فرصت، وقت خود را در راهپیمایی به سمت مقر ایچیجو در ناکامورا تلف نکرد و کانسادا با شکست به بانگو گریخت.
در سال ۱۵۷۵، در نبرد شیمانتوگاوا (نبرد واتریگاوا)، خانواده ایچیجو را شکست داد؛ بنابراین او در نهایت کنترل استان توسا را به دست آورد.
پس از فتح توسا، موتوچیکا به سمت شمال چرخید و برای حمله به استان آیو آماده شد. ارباب آن استان کونو میچینائو بود، دایمیویی که زمانی توسط قبیله اوتسونومیا از قلمرو خود رانده شده بود و تنها با کمک قبیله قدرتمند موری به کشورش بازگشت. با این حال، بعید بود که کونو بتواند دوباره روی این نوع کمک حساب کند زیرا موری‌ها درگیر جنگ با اودا نوبوناگا بودند. با این وجود، کمپین چوسوکابه در آیو بدون مشکل پیش نرفت.
در سال ۱۵۷۹، ارتش ۷۰۰۰ نفری چوسوکابه  به فرماندهی کومو یورینوبو، با نیروهای Doi Kiyonaga در نبرد Mimaomote ملاقات کرد. در نبرد بعدی، کومو کشته شد و ارتشش شکست خورد، اگرچه این از دست دادن چیزی بیش از یک تأخیر ناگوار بود. سال بعد، موتوچیکا حدود ۳۰۰۰۰ مرد را به استان آیو هدایت کرد و کونو را مجبور کرد به استان بانگو فرار کند.
با دخالت اندک موری یا اوتومو، چوسوکابه آزاد بود تا به بعد ادامه دهد، و در سال ۱۵۸۲، حملات مداوم خود را به استان آوا افزایش داد و سوگو ماسایاسو و قبیله میوشی را در نبرد ناکاتومیگاوا شکست داد.
بعداً موتوچیکا به سمت استان سانوکی پیش رفت و سنگوکو هیدهیسا را در نبرد هیکتا شکست داد. در سال ۱۵۸۳، نیروهای چوسکابه هر دو آوا و سانوکی را تحت سلطه خود درآوردند. در طول دهه بعد، او قدرت خود را به تمام جزیره شیکوکو گسترش داد و رؤیای موتوچیکا برای حکومت بر تمام شیکوکو را به واقعیت تبدیل کرد.

## درگیری با هیده‌یوشی
در سال ۱۵۸۴، تویوتومی هیده‌یوشی یک پیروزی سیاسی در برابر توکوگاوا ایه‌یاسو به دست آورد و موقعیت خود را به عنوان فرمانده اصلی جنگ حفظ کرد. هیده‌یوشی گسترش حکومت خود را از خارج از پایگاه خود در مرکز هونشو آغاز کرد و تصمیم گرفت به شیکوکو حمله کند.
در سال ۱۵۸۵، تویوتومی هیده‌یوشی حمله ای را علیه چوسوکبه موتوچیکا آغاز کرد و جزیره شیکوکو، کوچک‌ترین از چهار جزیره اصلی ژاپن را تصرف کرد.

#### حمله به شیکوکو
در سال ۱۵۸۵، نیروهای تویوتومی به جزیره شیکوکو حمله کردند: ۲۳۳، ۲۳۶، ۲۴۱ با نیرویی متشکل از ۱۱۳۰۰۰ نفر، به رهبری اوکیتا هیدی، کوبایاکاوا تاکاکاگه، کیکاوا موتوهارو، هاشیبا هیدناگا۴۰، و هاشیبا هیدناگا، و هاشیبا هیدناگا، و. علیرغم تعداد زیاد ارتش هیده‌یوشی، چوسوکابه برای دفاع از قلمروهایش جنگیدن را انتخاب کرد. نبردها با محاصره قلعه ایچینومیا که ۲۶ روز ادامه داشت به اوج خود رسید. موتوچیکا تسلیم شد و استان‌های آوا، سانوکی و آیو را از دست داد. هیده‌یوشی به او اجازه داد توسا را حفظ کند.

#### خدمات تحت هیده‌یوشی
در سال ۱۵۸۷، در زمان هیده‌یوشی، موتوچیکا و پسرش نوبوچیکا در حمله به همسایه کیوشو شرکت کردند که در آن نوبوچیکا در نبرد هتسوگیگاوا درگذشت. در سال ۱۵۹۰، موتوچیکا ناوگانی را در محاصره شیمودا و محاصره اوداوارا رهبری کرد و همچنین در تهاجمات ژاپنی‌ها به کره در سال ۱۵۹۲ جنگید.
در سال ۱۵۹۶ کشتی اسپانیایی San Felipe در منطقه چوسوکابه  در حالی که از مانیل به آکاپولکو در حرکت بود غرق شد. موتوچیکا محموله کشتی را توقیف کرد و این حادثه تا هیده‌یوشی بالا گرفت و منجر به مصلوب شدن ۲۶ مسیحی در ناکازاکی شد، اولین آزار و شکنجه مرگبار مسیحیان توسط دولت در ژاپن.

## مرگ
موتوچیکا در سال ۱۵۹۹ در ۶۰ سالگی در عمارت خود در فوشیمی درگذشت. جانشین او چوسکابه موریچیکا بود. علاوه بر رهبری‌اش، موتوچیکا به‌خاطر «قانون ۱۰۰ ماده‌ای چوسوکابه » و مبارزه‌اش برای ایجاد یک شهر قلعه‌ای قوی از نظر اقتصادی، که در مسیر حرفه‌اش از اوکو به اوتازاکا و به اورادو حرکت کرد، به یاد می‌آید.

## خانواده
- پدر: چوسوکابه کونیچیکا (۱۵۰۴–۱۵۶۰)
- مادر: دختر خاندان سایتو اهل ولایت مینو
- همسراصلی: خانم موتوچیکا (مرگ ۱۵۸۳)
  - همسرغیراصلی: کوشوشو، یا خانم اوگاتا
- پسران:
  - چوسوکابه نوبوچیکا (۱۵۶۵–۱۵۸۷) مادر، خانم موتوچیکا
  - Kazawa Chikakaze (۱۵۶۷–۱۵۸۷) مادر، خانم موتوچیکا
  - Tsuno Chikatada (۱۵۷۲–۱۶۰۰) مادر، خانم موتوچیکا
  - چوسوکابه موریچیکا (۱۵۷۵–۱۶۱۵) مادر، خانم موتوچیکا
  - چوسوکابه  Ukondaifu (۱۵۸۳–۱۶۱۵) مادر، خانم اوگاتا
  - چوسوکابه  Yasutoyo (تولد ۱۵۹۹)
- دختران:
  - دختر (همسر ایچیجو تاداماسا) مادر، خانم موتوچیکا
  - Akohime (همسر Satake Chikanao) مادر، خانم موتوچیکا
  - دختر (همسر Kira Chikazane) مادر، خانم موتوچیکا
  - دختر (همسر Yoshimatsu Jūzaemon) مادر، خانم موتوچیکا